# Federação Universitária Paulista de Esportes
A Federação Universitária Paulista de Esportes - FUPE é a entidade que regula o esporte universitário no estado brasileiro de São Paulo, sendo filiada à Confederação Brasileira do Desporto Universitário e foi fundada em 18 de setembro de 1934.
A Federação coordena os jogos universitários do Estado de São Paulo, ou seja; o Juesp.

## Ata de fundação da FUPE
"Em 18 de Setembro de 1934, no Clube Xi de Agosto, no prédio Martinelli, sob a presidência de Constâncio Vaz Guimarães, do Centro Acadêmico XI de Agosto, que reuniu representantes do Grêmio Politécnico, do Centro Acadêmico XI de Agosto da Faculdade de Direito de São Paulo, do Centro Acadêmico do Instituto de Educação, do Centro Acadêmico da Escola de Medicina e Veterinária, com ausência mencionada em ata do Centro Acadêmico Oswaldo Cruz, da Faculdade de Medicina de São Paulo e do Centro Acadêmico do Centro Agricola Luiz de Queiroz e do Centro Acadêmico da Faculdade de Odontologia e Farmácia de São Paulo foi fundada a Federação Universitária Paulista de Esportes."

## Primeira diretoria eleita da FUPE
A primeira diretoria eleita foi composta por:
Presidente: Hildebrando Teixeira de Freitas da Faculdade de Direito de São Paulo
Tesoureiro: Luiz Nitshe – Faculdade de Arquitetura da USP
Secretário: Icaro de Castro Mello – Grêmio Politécnico.

## Campeonatos
- Em 1953 a AAA Sete de Maio de São Carlos, ganhou o primeiro título no I campeonato.[4]
- Em 1954 a AAA Doutor Carneiro Leão de Ribeirão Preto, foi a campeã do II campeonato.[5]
- Em 1955 a AAA Sete de Maio de São Carlos, no III campeonato; foi a campeã no masculino e no feminino.[6][7][8][9][10][11][12][13][14][15][16][17]
- Em 1956 a AAA Sete de Maio de São Carlos, sagrou-se bi-campeã dos IV J.U.P.I., no masculino e no feminino. O campeonato que foi sediado em Bauru.[18][19][20][21][22][23]
- Em 1957 a AAA Sete de Maio de São Carlos novamente vence o XVI Certame Atlético da FUPE no masculino e vice no feminino.[24][25][26][27]

### Jogos Universitários Paulista do Interior
Em 1955 os "III Jogos Universitários Paulista do Interior", a campeã foi a AAA Sete de Maio de São Carlos da Escola de Educação Física de São Carlos.
Em 1956 os "IV Jogos Universitários Paulista do Interior" nos quais a AAA Sete de Maio de São Carlos, foi bicampeã no masculino e no feminino.
Em 1957 os jogos foram realizados em São Carlos os "V Jogos Universitários Paulista do Interior", inciados em 18 e 19 de maio e com uma programação completa. Jogos nos quais São Carlos foi tricampeão, com a AAA Sete de Maio e Santos foi vice-campeão com a AAA Alexandre de Gusmão.

## Diretoria atual[47]
- Presidente: Aurélio Fernandez Miguel
- Vice-presidente: Mauzler Paulinetti
- Vice de Comunicação e Marketing: Carlos Bortole
- Vice Esportivo: Ronaldo Costa Santos
- Diretoria de Estudos, Pesquisa e Ciência: Karina Saraiva
- Diretoria Executiva: Durval Luiz da Silva
- Diretoria Técnica: Elder Jorge Gravalos
- Diretoria de Arbitragem:
- Diretoria Social:  José Adauto da Silva Costa
- Diretoria Jurídica: Dr. Luiz Fernando Aleixo Marcondes
- Diretoria das Confederações Regionais: Eduardo Kallel de Freitas Brandão
- Superintendência de Esportes: José Putarov Júnior